# Кочергин, Илья Николаевич
Илья Николаевич Кочергин (род. 1970, Москва) — российский писатель, прозаик, редактор. Лауреат премий журналов «Знамя», «Новый мир», «Октябрь», а также премий «Эврика» и Правительства Москвы в области литературы и искусства, финалист премии Ивана Петровича Белкина, номинант премии «Национальный бестселлер» (2009). 

## Биография
Родился в 1970 году в Москве. После завершения обучения в школе, поступил на обучение в Московский химико-технологический институт, затем перевёлся в Институт стран Азии и Африки, но не окончив обучение в нём, покинул столицу и уехал жить в Сибирь. На протяжении нескольких лет с 1990 по 1997 год трудился на различных работах: лесником в Баргузинском заповеднике, на Байкале пожарным сторожем, рабочим в геологической партии на Камчатке, лесником в Алтайском заповеднике. 
Возвратившись в Москву работал дворником, библиотекарем, продавцом на рынке, помощником китайца, почтальоном. Затем трудоустроился в издательстве редактором, составлял путеводители по России, много путешествовал и фотографировал. Заочно стал обучаться и в 2003 году успешно завершил обучение в литературном институте им. А. М. Горького (семинар Александра Рекемчука).
В 2000 году в журнале «Новый мир» дебютировал в прозе. Автор рассказов и повестей, события которых происходят на Алтае, Русском Севере и в Москве. Его литературный труд активно публикуется в журналах «Октябрь», «Знамя», «Дружба народов», «Новый мир», «Континент», «Урал» и других изданиях. 
Его книга «Помощник китайца», которая вышла в Москве в 2003 году стала лауреатом множества литературных премий, а книга «Я, внук твой» в 2009 году попала в шорт-лист престижной литературной премии Национальный бестселлер. Обе книги были переведены на французский язык и изданы во Франции. 
Уехал жить в провинцию в деревню. Проживает в деревне Кривель Сапожковского района Рязанской области.

## Награды и премии
- Лауреат премии журнала «Знамя» за книгу «Помощник китайца»
- лауреат премии журнала «Новый мир»
- лауреат премии журнала «Октябрь»
- лауреат премии «Эврика»
- лауреат премии Правительства Москвы в области литературы и искусства
- финалист премии Ивана Петровича Белкина
- номинант премии «Национальный бестселлер» (2009 год), за книгу «Я, внук твой»